# Ladung (Recht)
Eine Ladung (je nach Rechtsgebiet und behördlicher Praxis auch Vorladung; veraltet auch Zitation; im römischen Recht: in ius vocatio) ist eine Aufforderung zum persönlichen Erscheinen vor einer staatlichen Stelle (Behörde oder Gericht). Im Rahmen gerichtlicher Ladungen wird die Änderung auf einen anderen Termin als Umladung, die Aufhebung der Ladung als Abladung bezeichnet.
Der Begriff Vorladungsbescheid ist sachlich nur für Vorladungen richtig, die eine (zwangsweise durchsetzbare) Rechtspflicht zum Erscheinen begründen (ein Bescheid ist immer ein Verwaltungsakt, was eine rechtlich nicht verpflichtende Aufforderung nicht ist).

## Form
Die Ladung erfolgt üblicherweise schriftlich, teilweise ist die Schriftform auch gesetzlich vorgeschrieben. In anderen Fällen (zum Beispiel bei der polizeilichen Vorladung nach § 25 Bundespolizeigesetz) kann eine Vorladung auch mündlich erfolgen.

## Inhalt
Eine Vorladung dient in der Regel lediglich der Klärung eines Sachverhaltes, nicht jedoch unbedingt dem Vollzug weitergehender Maßnahmen wie beispielsweise einer Verhaftung.
Studierende, die ihren Studiengang auch nach der Bologna-Reform noch mit dem Staatsexamen abschließen (zum Beispiel Pharmazie, Humanmedizin oder Rechtswissenschaft) erhalten als Zulassung zum Staatsexamen nach Erfüllung und behördlicher Prüfung der Zulassungsvoraussetzungen ebenfalls eine Ladung, die die Prüflinge zur Teilnahme an der Abschlussprüfung berechtigt. Die Ladung ist notwendig, da die Prüfung von einer staatlichen Stelle und nicht von den einzelnen Universitäten abgenommen wird.

## Rechtsfolgen
Bis 2017 musste der Vorladung der Polizei grundsätzlich nicht Folge geleistet werden es sei denn, sie diente der erkennungsdienstlichen Behandlung. Seit 2017 ist ein Zeuge – jedoch kein Beschuldigter – verpflichtet, auch einer Vorladung der Polizei zu folgen, sofern die Polizei im Auftrag der Staatsanwaltschaft handelt.
Dem seltenen Fall einer Vorladung zur Staatsanwaltschaft und einer Ladung zu einer Gerichtsverhandlung musste in Deutschland schon immer Folge geleistet werden. Bei Nichterscheinen vor Zivil- und Strafgerichten kann unter bestimmten Voraussetzungen eine Kontumazentscheidung ergehen.
Die Ladung zum Strafantritt stellt eine besondere Form der Vorladung dar. Zu einer Freiheitsstrafe verurteilte Personen, die sich nicht bereits in Haft befinden, werden auf diese Weise von der Staatsanwaltschaft als der zuständigen Vollstreckungsbehörde aufgefordert, sich zu einem bestimmten Termin in der jeweiligen Justizvollzugsanstalt einzufinden. Stellt sich der Verurteilte auf diese Weise selbst zum Antritt der Strafe, hat dies üblicherweise zur Folge, dass er sofort in den Genuss gewisser Vollzugslockerungen (beispielsweise der Unterbringung im offenen Vollzug) gelangen kann. Wird der Ladung zum Strafantritt hingegen nicht Folge geleistet, ergeht im Regelfall ein Haftbefehl gegen die Person. Sie wird dann durch die Polizei gesucht und im Erfolgsfall verhaftet und in die Vollzugsanstalt verbracht.

## International
Gemäß Art. 201 Schweizer Strafprozessordnung ergehen die Vorladungen von Staatsanwaltschaft, Übertretungsstrafbehörden und Gerichten schriftlich. Wer von einer Strafbehörde vorgeladen wird, hat der Vorladung Folge zu leisten (Art. 205 StPO-CH). Die Polizei kann im Ermittlungsverfahren vorladen, es besteht Erscheinungspflicht, weil ansonsten mit Befehl der Staatsanwaltschaft vorgeführt werden darf (Art. 206 StPO-CH). Nach dem Schweizer Bundesgesetz über das Internationale Privatrecht (IPRG) muss eine Partei „gehörig geladen“ werden (Art. 27 Abs. 2a IPRG). Dazu müssen prozesseinleitende Ladungen der beklagten Partei, die sich auf einen Rechtsstreit nicht eingelassen hat, ordnungsgemäß zugestellt werden, wobei der Zugang so rechtzeitig zu erfolgen hat, dass die Partei sich verteidigen kann.
In Österreich stellt die Ladung nach § 131 ÖZPO eine „Aufforderung zum Erscheinen beim Gerichtstermin („Tagsatzung“)“ dar, Ladungen sind den Parteien bei der Anberaumung eines Termins vom Gericht gemäß § 89 ÖZPO zuzustellen. Sie sind auch den Prozessbevollmächtigten zuzusenden (§ 93 ÖZPO).